# Johan Garpenlöv
Johan Garpenlöv (né le 21 mars 1968 à Stockholm en Suède) est un joueur professionnel de hockey sur glace qui évoluait au poste d'ailier gauche,.

## Carrière de joueur
Il joua pour le Nacka HK, le Djurgårdens IF Stockholm, les Red Wings de Détroit, les Sharks de San José, les Panthers de la Floride et les Thrashers d'Atlanta.
D'abord repêché par les Wings au repêchage d'entrée dans la LNH 1986 du Nacka HK de la seconde division suédoise, il passa par la suite quatre ans avec Djurgården de l'Elitserien avant de se joindre aux Red Wings. Il remporta avec Djurgården deux championnats consécutifs en 1989 et 1990 ; il prit aussi part aux Championnats du monde junior de 1987 (où il remporta le bronze) et de 1988 ; il remporta l'argent au Championnat du monde de hockey sur glace 1990.
Lors de sa saison recrue dans la Ligue nationale de hockey, Garpenlöv marqua 39 points, dont une soirée de 4 buts contre les Blues de Saint-Louis le 23 novembre 1990. Il remporta l'or avec le Tre Kronor au Championnat du monde de hockey sur glace 1991 et prit part à la dernière édition de la Coupe Canada.
Il est échangé aux Sharks pendant la saison 1991-1992 de la LNH. En 1993-1994, lui et ses compagnons de ligne Igor Larionov et Sergueï Makarov aident la jeune équipe à atteindre, contre toute attente, la finale de l'association de l'Ouest.
En mars 1995, Garpenlöv est cédé aux Panthers de la Floride contre des considérations futures. En 1995-1996, il marque un sommet personnel de 23 buts avec les Panthers, alors à leur troisième saison dans la ligue. Le 23 janvier, Garpenlöv inscrit le premier coup du chapeau de l'histoire de l'équipe lors d'une victoire 5-4 contre les Capitals de Washington. Il aide l'équipe à atteindre la finale de la Coupe Stanley, où ils s'inclinent face à l'Avalanche du Colorado. Il fit face à des blessures au cours des trois saisons suivantes, puis fut choisi par les Thrashers lors du repêchage d'expansion de la LNH 1999. Il prit part à la saison inaugurale des Thrashers, puis, avant la saison 2000-2001, il revient jouer dans son pays avec Djurgården avant de mettre un terme à sa carrière un an plus tard.

## Statistiques
| Saison     | Équipe                    | Ligue      |     | Saison régulière | Saison régulière | Saison régulière | Saison régulière | Saison régulière |    | Séries éliminatoires | Séries éliminatoires | Séries éliminatoires | Séries éliminatoires | Séries éliminatoires |
| Saison     | Équipe                    | Ligue      | PJ  | B                | A                | Pts              | Pun              | PJ               | B  | A                    | Pts                  | Pun                  |                      |                      |
| 1988-1989  | Djurgardens IF Stockholm  | Elitserien | 36  | 12               | 19               | 31               | 20               |                  |    |                      |                      |                      |                      |                      |
| 1989-1990  | Djurgardens IF Stockholm  | Elitserien | 39  | 20               | 13               | 33               | 35               | 8                | 2  | 4                    | 6                    | 4                    |                      |                      |
| 1990-1991  | Red Wings de Détroit      | LNH        | 71  | 18               | 21               | 39               | 18               | 6                | 0  | 1                    | 1                    | 4                    |                      |                      |
| 1991-1992  | Red Wings de l'Adirondack | LAH        | 9   | 3                | 3                | 6                | 6                |                  |    |                      |                      |                      |                      |                      |
| 1991-1992  | Red Wings de Détroit      | LNH        | 16  | 1                | 1                | 2                | 4                |                  |    |                      |                      |                      |                      |                      |
| 1991-1992  | Sharks de San José        | LNH        | 12  | 5                | 6                | 11               | 4                |                  |    |                      |                      |                      |                      |                      |
| 1992-1993  | Sharks de San José        | LNH        | 79  | 22               | 44               | 66               | 56               |                  |    |                      |                      |                      |                      |                      |
| 1993-1994  | Sharks de San José        | LNH        | 80  | 18               | 35               | 53               | 28               | 14               | 4  | 6                    | 10                   | 6                    |                      |                      |
| 1994-1995  | Sharks de San José        | LNH        | 13  | 1                | 1                | 2                | 2                |                  |    |                      |                      |                      |                      |                      |
| 1994-1995  | Panthers de la Floride    | LNH        | 27  | 3                | 9                | 12               | 0                |                  |    |                      |                      |                      |                      |                      |
| 1995-1996  | Panthers de la Floride    | LNH        | 82  | 23               | 28               | 51               | 36               | 20               | 4  | 2                    | 6                    | 8                    |                      |                      |
| 1996-1997  | Panthers de la Floride    | LNH        | 53  | 11               | 25               | 36               | 47               | 4                | 2  | 0                    | 2                    | 4                    |                      |                      |
| 1997-1998  | Panthers de la Floride    | LNH        | 39  | 2                | 3                | 5                | 8                |                  |    |                      |                      |                      |                      |                      |
| 1998-1999  | Panthers de la Floride    | LNH        | 64  | 8                | 9                | 17               | 42               |                  |    |                      |                      |                      |                      |                      |
| 1999-2000  | Thrashers d'Atlanta       | LNH        | 73  | 2                | 14               | 16               | 31               |                  |    |                      |                      |                      |                      |                      |
| 2000-2001  | Djurgardens IF Stockholm  | Elitserien | 29  | 8                | 7                | 15               | 80               |                  |    |                      |                      |                      |                      |                      |
| Totaux LNH | Totaux LNH                | Totaux LNH | 609 | 114              | 197              | 311              | 276              | 44               | 10 | 9                    | 19                   | 22                   |                      |                      |